# مسييه 18

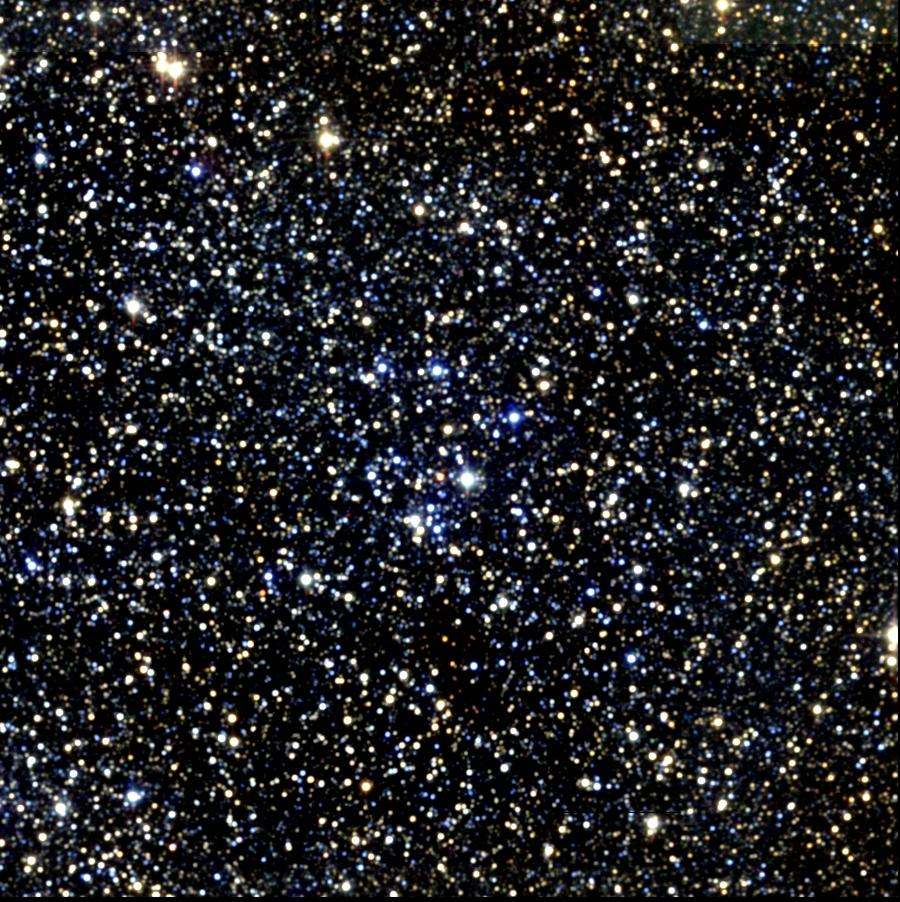

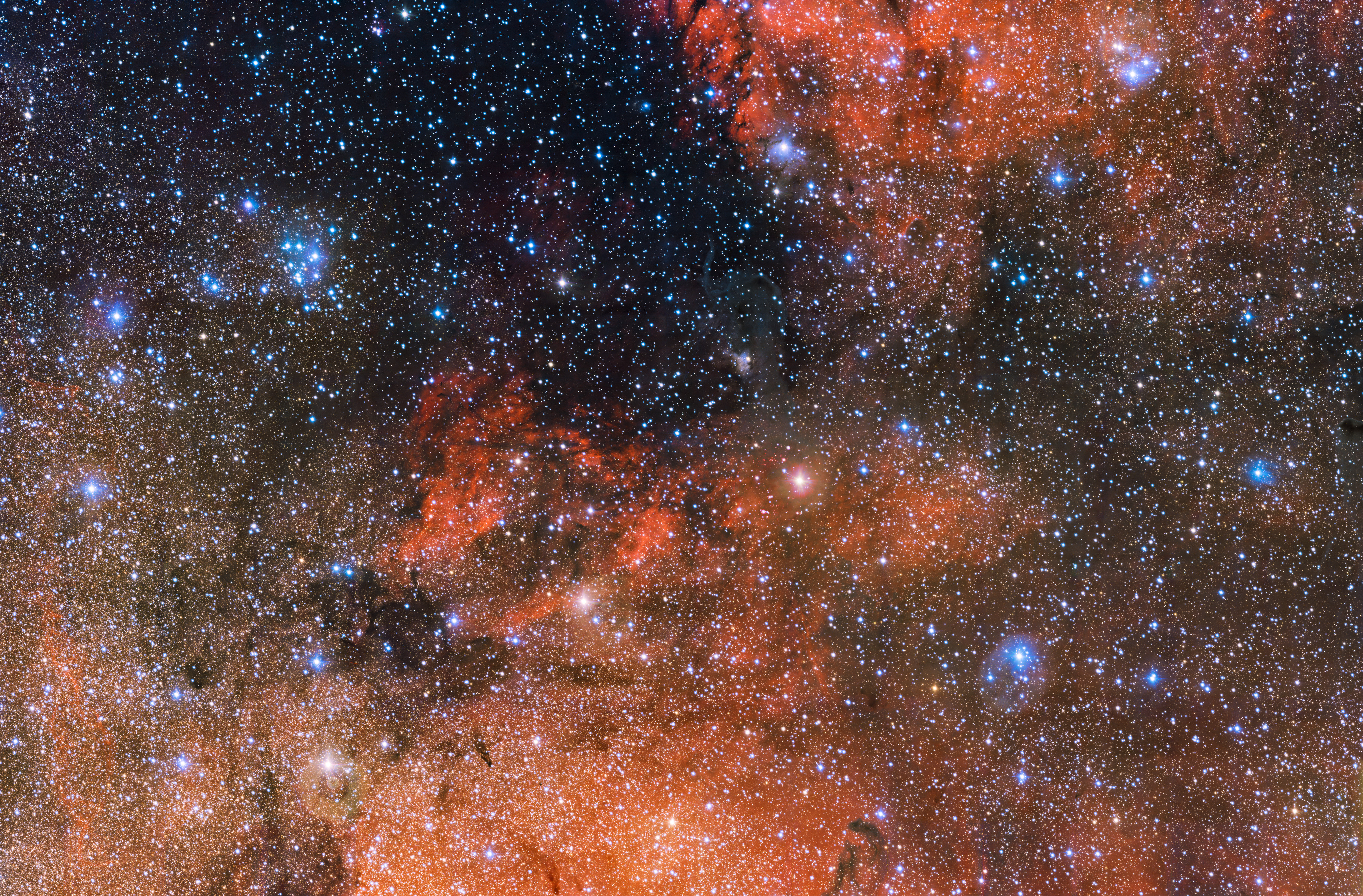
ميسييه 18

مسييه 18 (بالإنجليزية: Messier 18 أوM18) هوعبارة عن عنقود نجمي مفتوح خافت نسبياً يقع في كوكبة الرامي (القوس). و يبنعد عنا بمسافة تبلغ 4900 سنة ضوئية ، أو 1500 (فرسخ فلكي) ، من الأرض و يصل قدره الظاهري لـ 7.5+ تم تعيينه في الكتالوج العام الجديد بأسم NGC 6613.

## خصائصه
من المحتمل أن مسييه 18 قد يشكّل عنقود نجمي ثنائي مع سديم أوميجا (مسييه 17) القريب منه, حيث تكهن العلماء بأن القرب الشديد بين المجموعنين النجمية قد يشير إلى أنهما تشكلا معاُ. ميسييه 18 و أكتشف مسييه 18 عالم الفلك الفرنسي الشهير شارل مسييه و عند أكتشافه قام مسييه بوضع العنقود في كتالوج الأجسام الشبيهة بالمذنبات في 3 يونيو 1764 و وصفه بأنه "مجموعة من النجوم الصغيرة تقع بداخل سديم".

## إمكانية رؤيته
أسهل طريقة للعثور على مسييه 18 بالمنظار هي تحديد موقع سديم أوميجا (مسييه 17) أولاً ثم التوجه نحو الجنوب قليلاً ، أو العثور على مسييه 24 والتوجه نحو درجتين شمالاً. و من السهل رؤية نجوم العنقود في التلسكوبات الصغيرة و أفضل وضعية لرؤيتها هي بتكبير منخفض. و يمكن أيضاً تحديد موقع مسييه 18 بأستخدام نجم القوس الشمالي، حيث يقع مسييه 18 حوالي 8.5 درجة شمالاً وغرباً قليلاً من هذا النجم. من الأفضل ملاحظة العنقود النجمي في التلسكوبات الصغيرة ، و التي تمكنك من رؤية 12 نجماً ساطعاً في العنقود حيث النجوم في مسييه 18 ليست شديدة اللمعان ، لذلك لا يبدو مسييه 18 مثير للإعجاب في التلسكوبات الكبيرة. مسييه 18 تضم حوالي 20 نجم , و أفضل وقت في السنة لمراقبة مسييه 18 هو في فصل الصيف ، عندما تظهر كوكبة القوس فوق الأفق الجنوبي في المساء.

## خصائص العنقود النجمي مسييه 18
- البعد عن الأرض : 4900 سنة ضوئية
- درجة اللمعان : 7.5+ قدر ظاهري
- الاتساع : 9 دقيقة قوسية
- القطر : 18 سنة ضوئية
- عمر التجمع : 32 مليون سنة

ويعتبر التجمع أحد اتجمعات النجوم المنتمية لمجرتنا، مجرة درب التبانة.
وترجع التسمية NGC 6613 إلى الفهرس العام الجديد.

## اقرأ أيضاً
- نجم نيوتروني
- مجرة
- قزم أبيض
- عملاق أحمر
- نجم
- مجرة حلزونية
- مجرة إهليجية
- الانفجار العظيم
- ثقب أسود
- خط زمني للانفجار العظيم

## وصلات خارجية
- موقع الكون في الإنترنت

1. ↑  R.-D. Scholz; M. Steinmetz; O. Bienaymé; J. Bland-Hawthorn; B. K. Gibson; G. Kordopatis; A. Kunder; R. Wyse (Apr 2017). "A RAVE investigation on Galactic open clusters". Astronomy and Astrophysics (بالإنجليزية). 600: 106–106. Bibcode:2017A&A...600A.106C. DOI:10.1051/0004-6361/201630012. ISSN:0004-6361. QID:Q62621841.